# Piero Fabiani
Piero Fabiani (Arezzo, 13 novembre 1919 – Arezzo, 22 giugno 2017) è stato un politico italiano.

## Biografia
Dal 1945 al 1958 lavora al genio civile di Arezzo, per poi passare alla Provincia di Arezzo, ricoprendo vari incarichi fino a diventarne segretario generale (dal 1975 al 1980). Ha ricoperto anche il ruolo di presidente dell'ospedale civile di Arezzo e della fondazione Guido Monaco.
Esponente del Partito Socialista Italiano, è candidato al Senato alle elezioni politiche del 1983, risultando il primo dei non eletti; diventa poi senatore nell'ottobre 1986, subentrando al posto di Paolo Barsacchi, deceduto.